# 513 TCN
513 TCN là một năm trong lịch La Mã.